# باشگاه فوتبال الچه
باشگاه فوتبال الچه (به اسپانیایی: Elche Club de Fútbol) یک باشگاه اسپانیایی است که در الچه و استان بلورد واقع شده است.
این باشگاه در پایان فصل ۲۰۱۴-۱۵ به دلیل بدهی به جای ایبار که هجدهم شده بود به دسته دوم یا همان لیگا آدلانته سقوط داده شد.
این باشگاه در سال ۱۹۲۳ میلادی تأسیس شده است.
الچه دو بار به مقام قهرمانی لیگا ادلانته رسیده است. این باشگاه در سال ۱۹۶۹ میلادی به مقام نایب قهرمانی کوپا ری رسید.
این باشگاه همچنین ۲۱ فصل در لا لیگا حضور داشته است.
علی یاوری از سرمایه گذاران شناخته شده کشورمان نیز در کادر مدیریتی تیم الچه حضور دارد و در مقطعی حد فاصل سال های ۲۰۰۴ تا ۲۰۰۶ به‍ عنوان مدیر این باشگاه اسپانیایی انتخاب شد.

## افتخارات
- لا لیگا ۲

قهرمان (۲) : ۱۹۵۸-۱۹۵۹ / ۲۰۱۲-۲۰۱۳
نایب قهرمان (۲) : ۱۹۷۲-۱۹۷۳ / ۱۹۸۷-۱۹۸۸ 
- کوپا دل ری

نایب قهرمان (۱) : ۱۹۶۹ 
- جام خوان گمپر ۲۰۲۰

نایب قهرمان (۱) ۲۰۲۰

## بازیکنان بین‌المللی
- خوان مانوئل آسنسی
- سزار رودریگز آلوارز

## مربیان مشهور
- امیرحسین بلوردی
- فردیناند دائوییک
- لادیسلائو کوبالا
- سزار رودریگز آلوارز

## سازنده البسه
شرکت کلمه،  تولیدکنندهٔ البسه ورزشی یک شرکت اسپانیایی واقع در شهر اِلچِه ی اسپانیا است. این شرکت در حال حاضر تولیدکنندهٔ البسه باشگاه الچه نیز می‌باشد.